# برم سياه رودتلخ (بهمئي غرمسيري الشمالي)
برم سیاه رودتلخ (بالفارسية: برم سیاه رودتلخ) هي قرية تقع في إيران في قسم بهمئي غرمسیري الشمالي الريفي. يقدر عدد سكانها بـ 36 نسمة .